# Terre marronne
 (juillet 2023).
La mise en forme du texte ne suit pas les recommandations de Wikipédia : il faut le « wikifier ».
Les points d'amélioration suivants sont les cas les plus fréquents. Le détail des points à revoir est peut-être précisé sur la page de discussion.
- Les titres sont pré-formatés par le logiciel. Ils ne sont ni en capitales, ni en gras.
- Le texte ne doit pas être écrit en capitales (les noms de famille non plus), ni en gras, ni en italique, ni en « petit »…
- Le gras n'est utilisé que pour surligner le titre de l'article dans l'introduction, une seule fois.
- L'italique est rarement utilisé : mots en langue étrangère, titres d'œuvres, noms de bateaux, etc.
- Les citations ne sont pas en italique mais en corps de texte normal. Elles sont entourées par des guillemets français : « et ».
- Les listes à puces sont à éviter, des paragraphes rédigés étant largement préférés. Les tableaux sont à réserver à la présentation de données structurées (résultats, etc.).
- Les appels de note de bas de page (petits chiffres en exposant, introduits par l'outil «  Source ») sont à placer entre la fin de phrase et le point final[comme ça].
- Les liens internes (vers d'autres articles de Wikipédia) sont à choisir avec parcimonie. Créez des liens vers des articles approfondissant le sujet. Les termes génériques sans rapport avec le sujet sont à éviter, ainsi que les répétitions de liens vers un même terme.
- Les liens externes sont à placer uniquement dans une section « Liens externes », à la fin de l'article. Ces liens sont à choisir avec parcimonie suivant les règles définies. Si un lien sert de source à l'article, son insertion dans le texte est à faire par les notes de bas de page.
- La présentation des références doit suivre les conventions bibliographiques. Il est recommandé d'utiliser les modèles {{Ouvrage}}, {{Chapitre}}, {{Article}}, {{Lien web}} et/ou {{Bibliographie}}. Le mode d'édition visuel peut mettre en forme automatiquement les références.
- Insérer une infobox (cadre d'informations à droite) n'est pas obligatoire pour parachever la mise en page.

Pour une aide détaillée, merci de consulter Aide:Wikification.
Si vous pensez que ces points ont été résolus, vous pouvez retirer ce bandeau et améliorer la mise en forme d'un autre article.
Pour plus de détails, voir Fiche technique et Distribution.
Terre marronne, réalisé par Lauren Ransan, est le premier documentaire qui aborde le phénomène du marronnage sur l'Île de la Réunion sous un angle scientifique. 

## Synopsis
Les marrons, esclaves en fuite, se réfugiaient dans les montagnes les plus isolées de La Réunion pour vivre libres et s'établir en société. Sans témoignage direct de leur histoire, des passionnés et des scientifiques leur redonnent la parole en parcourant la région du Volcan et la Vallée secrète à la recherche de leurs traces.
Entre passionnés de l’histoire, de l’anthropologie, de la toponymie et de l’archéologie, les idées et les méthodes se croisent, se complètent et se confrontent dans un même objectif : retrouver cette histoire qui est la leur.
Ce documentaire est consacré en grande partie aux prospections et aux recherches archéologiques, cette discipline scientifique naissante sur l’île apporte des réponses concrètes pour combler l’absence de cette société disparue.

## Diffusion
Terre marronne est diffusé pour la première fois sur France Télévisions le 28 mai 2015, il intègre ensuite les plateformes de streaming OI Film Océan Indien, Archéo TV et Poisson Fécond,,.

## Ressource pédagogique
Terre marronne est inscrit au programme scolaire de La Réunion par l'Education nationale, il est régulièrement utilisé comme support de communication et de pédagogie lors des Journées nationales de l'archéologie.
En 2016 Terre marronne intègre l'exposition publique Mar[r]on[n]ages de La Réunion sur l’histoire de l’esclavage et ses formes de résistance sur le territoire réunionnais.
Terre marronne a été diffusé dans plusieurs festivals, conférences et débats centrés sur l'Histoire et les sciences.
En 2024 il intègre la Fondation pour la mémoire de l'esclavage et la Ligue de l'Enseignement et devient une ressource pédagogique pour enseigner l'Histoire de la résistance à l'esclavage dans les lycées de France,.

## Fiche technique
- Titre original : Terre marronne[13]
- Titre anglais : Maroon's land
- Langue : Français et créole réunionnais
- Réalisation et montage : Lauren Ransan
- Image : Abel Vaccaro, Oswald Lebon et Lauren Ransan
- Musique originale : Samuel Melade
- Production : Nawar Productions
- Année : 2015
- Durée : 52 minutes
- Diffuseurs : France TV, OI Films, Archéo TV[14]

## Distribution
- Patrick Pégoud, agent ONF, prospecteur et petit-fils de Bibique
- Marine Ferrandis, anthropologue et archéologue
- Edouard Jacquot, premier conservateur en archéologie à la DAC Réunion
- Charlotte Rabesahala, linguiste spécialisée dans le malgache ancien
- Laurent Hoarau, historien de La Réunion
- Anne-Laure Dijoux, archéologue
- Jacques Picard, premier gardien du gîte du Volcan